# Orchestina saltitans
Orchestina saltitans är en spindelart som beskrevs av Banks 1894. Orchestina saltitans ingår i släktet Orchestina och familjen dansspindlar. Inga underarter finns listade i Catalogue of Life.